# 雙十節事件
雙十節事件（日语：／ Sōjūsetsu Jiken），又称双十节屠杀，是1943年10月10日（雙十節）大日本帝國陸軍憲兵隊在日佔馬來昭南特別市（新加坡）逮捕、拷問、虐待57名平民，並致15人死於樟宜監獄的事件，屬第二次世界大戰日本戰爭罪行。憲兵隊懷疑市民參與英國與澳洲聯合突擊隊發動的昭南港爆破事件，致6艘日艦沈沒，於是發動雙十節事件，但這些受害者並未參與，也不知曉。
二戰結束後，21名憲兵隊成員被控犯戰爭罪行。8人獲死刑，7人判無罪，其餘獲若干年乃至終身監禁。

## 過程
1943年，住田中佐帶領的憲兵隊特別支隊接到命令，要求找出在新加坡切斷電話線、燒燬倉庫的人。住田十分懷疑是樟宜監獄戰俘組織破壞，於是準備襲擊監獄以擒拿頭目。他首先懷疑因宣傳抗日被拘的英國外交部部員、大律師羅布·希利·斯科特。斯科特先前獲釋，後轉送至樟宜監獄。
但斯科特和其他樟宜監獄戰俘都未參與破壞，也未參與後來的昭南港爆破事件。9月28日，斯科特接到同城消息，得知前一日早上有6艘日艦在昭南港被炸沉。這是日軍佔據此要地後的首次重大破壞，極大挫傷日軍威望。斯科特等人認為破壞者是華人游擊隊，他們從馬來亞基地越過柔佛海峽而來。但住田認為是斯科特等人在樟宜監獄策劃此次行動。

### 昭南港爆破事件
昭南港爆破事件與游擊隊和第五縱隊無關，由Z特別隊的伊万·莱昂中校發動。Z特別隊由英國與澳洲聯合突擊隊組成，從澳洲西部乘日本舊漁船「環蛇」渡至新加坡。一達到襲港距離，突擊隊便划摺疊艇趁夜色前往碼頭。他們用附著水雷炸沉6艘2000—5000噸级的日艦，其中包括液貨船，續乘「環蛇號」到達會合地點，最終成功返回澳洲。環蛇號後保存、展覽於悉尼的澳洲國家海事博物館。日軍認為沒人能穿過防線並襲擊日艦，於是斷定這是樟宜監獄所組織華人游擊隊的內部行動。

### 逮捕拷問

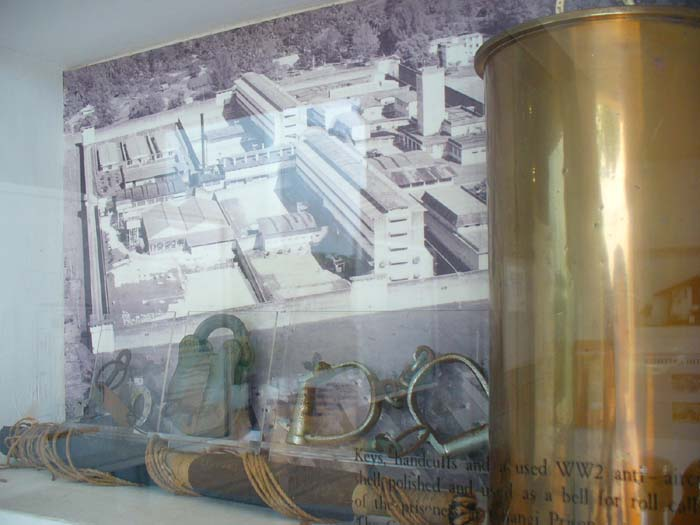
陳列於樟宜博物館的戰俘手工製品。背景是第二次世界大戰時的樟宜監獄鳥瞰图

在雙十節次日的10月11日早上9時，戰俘受命在露天集合，但沒有說明。集合好後，憲兵隊從營裏出來，關上所有的出口。憲兵隊點了一些當即拘捕的人名，同時搜查整個監獄。他們搜出根據英國廣播公司電臺消息編寫的戰時新聞日記、自製的收音機、裝有大量前銀行家現金的錫盒，又開展拘捕，其中多數人收聽新聞廣播、在全監獄營運祕密情報服務。此後恐怖持續數月。嫌疑人從家和工作地被帶走。憲兵隊將戰俘帶到審訊室，對其虐待、斷食，迫使其招供。由於戰俘都沒聽說過爆破事件，遑論參與，做出的招供都沒有意義，不涉及爆破事件本身，也不涉及如何組織、在哪裏爆破。

### 蔡楊素梅
蔡楊素梅和丈夫在陳篤生醫院經營餐廳，當時醫生和病人都轉自宮古病院（原板橋醫院）。她戰前在聖安德烈書院任教。蔡家在戰間幫樟宜戰俘遞送現金和裝有乾淨衣服、藥、信件等的包裹。有人向憲兵隊吿密稱蔡家暗中將錢送至樟宜監獄，於是丈夫被捕。數日後，蔡楊素梅前往位於史丹福路基督教青年會的昭南憲兵隊，質詢關於丈夫的事。日軍先否認知曉其存在，但在三週後將蔡楊素梅騙回基督教青年會，並和其他華人與樟宜戰俘一同囚禁。仍沒有丈夫的跡象。虽然憲兵隊禁止戰俘交談，但戰俘約翰·邓洛普暗中教大家使用手語。
在對蔡楊素梅的首次審訊中，日軍吿訴她有船沉於港口，並問她巨額現金的所在。她在毆打中堅稱不知曉事件。憲兵隊多次迫使蔡楊素梅跪在木製尖角上；還剝去上衣，將她捆在木頭上，使其無法前後活動，然後電擊；甚至讓丈夫見其受虐。蔡楊素梅在9個月的囚禁中體重減輕一半。

### 受害者
雙十節後的第七日，聖安德烈座堂主教約翰·威爾遜被帶到基督教青年會，並關至蔡楊素梅的隔壁。他被毒打三日，直至日軍相信其不是主謀。一晚，蔡楊素梅見到羅布·斯科特，當時他因受毒打和坐水凳而身體變形。憲兵隊在審訊環節末，吿知斯科特將被處死，要他給妻子寫遺書。他之後被改判在歐南路監獄監禁6年，英國陸軍於1915年在此處拘留、處決新加坡暴動中的印度士兵。
蔡楊素梅在基督教青年會被拘近200天，期間憲兵隊在她經營餐廳的樓層嚴密搜查，盤問她所幫助過的人。形成大量卷宗後，日軍認為其言屬實，將她釋放。但丈夫則被判在歐南路監獄監禁12年。之後人們都避著她，不敢和她交談。15名在雙十節事件被捕的戰俘死於監牢。痛苦遍佈整個樟宜監獄，口糧削減，遊戲、音樂會、戲劇、學校課程禁止數月。

## 戰後審判

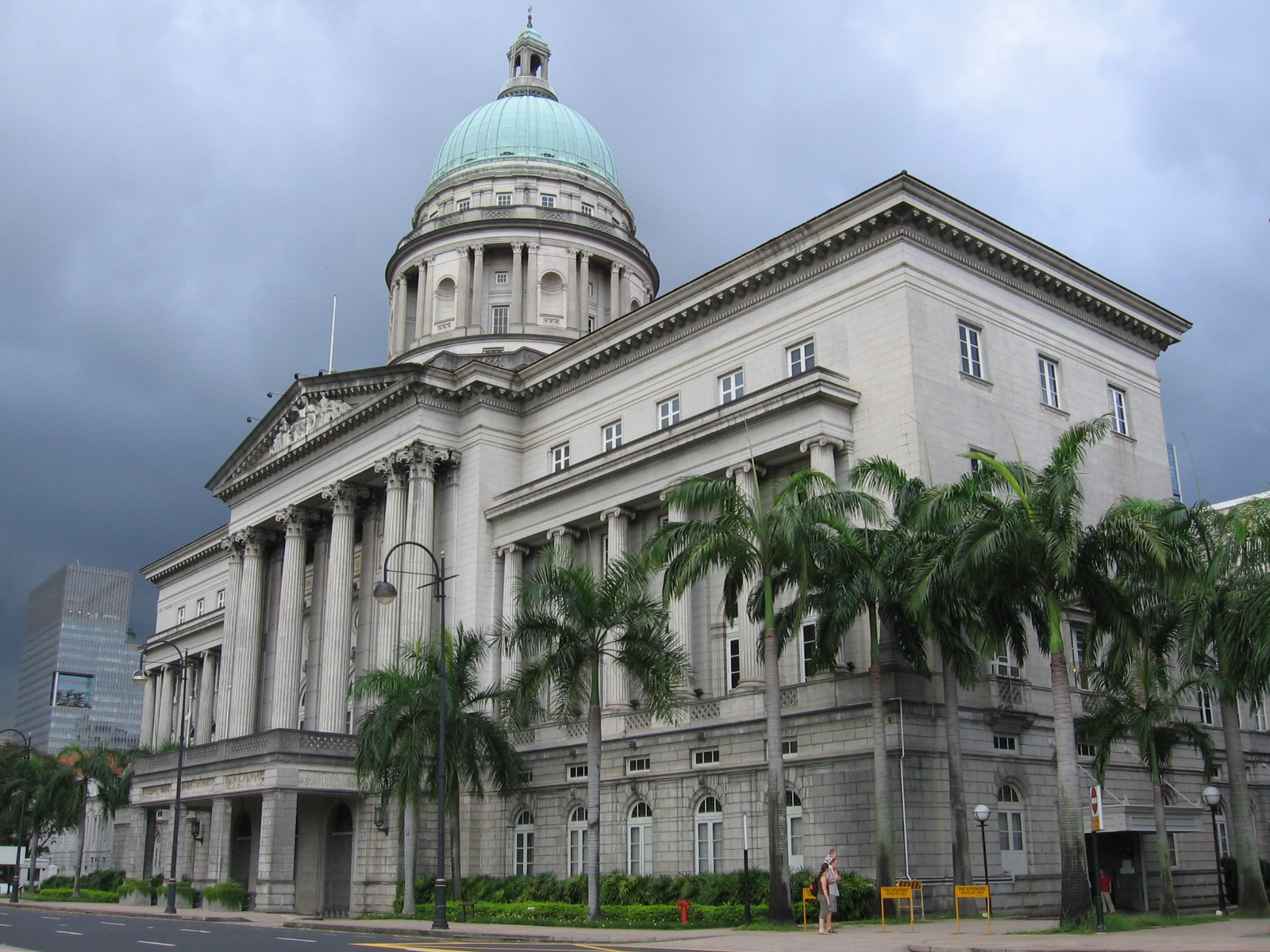
戰後審判多在新加坡前最高法院大廈開展

1946年3月18日，雙十節事件審判先於薩繆爾·希爾金中校主持的軍事法庭在最高法院大廈開展。21名憲兵隊成員被控虐待57名平民，並致15人死亡。審訊21天後的4月15日，住田隊長等8人獲絞刑，3人獲終身監禁，1人獲15年監禁，2人獲8年監禁，7人判無罪。
蔡楊素梅因在日佔時期的無畏表現與功績，於1946年在倫敦獲大英帝國勳章。

## 同類事件
二戰日軍拷問平民的慘案
- 銀礦灣屠殺：1945年日佔香港

### 引用
1. 1 2  Lee 2005，第308頁.
2. 1 2 3 4 5 6 7 8  Thompson 2005，第406—414頁.
3. ↑  Foong 1997，第4章.
4. ↑  . National Library Board, Singapore.   [2007-05-10]. （原始内容存档于2007-06-12）.
5. ↑  . The Straits Times (Singapore). 2006-09-15.

### 來源
- Lee, Geok Boi. . . Singapore: National Archives of Singapore. 2005. ISBN 981-05-4290-9.
- Thompson, Peter. . . United Kingdom: Portraits Books. 2005. ISBN 0-7499-5085-4.
- Foong, Choon Hon. . . Singapore: Asiapac Books. 1997. ISBN 981-3068-53-1.

## 外部連結
- The Double Tenth Incident - 新加坡國家圖書館管理局
- Double Tenth Massacre—The Elizabeth Choy Story - 新加坡國防部
- Double tenth (RCMS 103/15/6) （页面存档备份，存于） - 事件報告，由劍橋數位圖書館數位化
- The Double Tenth (RCMS 103/4/33/13) （页面存档备份，存于） - 衍生電視劇大綱，由劍橋數位圖書館數位化